# Mabilleodes lithosialis
Mabilleodes lithosialis là một loài bướm đêm trong họ Crambidae.